# ناسكو تورز ش.م.م.
ناسكو تورز هي شركة للشحن والسفر والسياحة في مصر . الشركة هي واحدة من أكبر شركات السفر والسياحة في مصر .  توفر ناسكو تورز أيضًا وسائل نقل تتراوح من السفر البري إلى السفر الجوي .  وتعمل كوكيل لليخوت لتسهيل وإدارة اليخوت الفاخرة التي تعبر مصر.  

## التاريخ
تأسست ناسكو تورز في عام 1948.